# シェラトングランド・ミラージュリゾート (ポートダグラス)
シェラトン・グランド・ミラージュ・リゾート・ポートダグラス（英: Sheraton Grand Mirage Resort, Port Douglas）は、オーストラリアのファー・ノース・クイーンズランド州、ポートダグラスのフォーマイルビーチにある海辺のリゾートホテルである。

## 歴史
2004年に大規模な改修を開始し、2011年にはメルボルンの不動産開発業者David Marrinerと中国の投資会社Fullshare Groupが3500万ドルで購入した。2013年にMarrinerは所有する株式をFullshare Groupに売却した。
このリゾートホテルは、元アメリカ大統領のビル・クリントン、元アメリカ国務長官のヒラリー・クリントン、ハリウッドスターのケイト・ハドソン、マシュー・マコノヒー、レオナルド・ディカプリオ、トム・ハンクス、ジョン・トラボルタ、オペラ歌手のルチアーノ・パヴァロッティ、スーパーモデルのクラウディア・シファー、ロック歌手のミック・ジャガーと元妻でモデルのジェリー・ホールが滞在した事で知られている。